# Pseudosinella petterseni
Pseudosinella petterseni is een springstaartensoort uit de familie van de Entomobryidae. De wetenschappelijke naam van de soort is voor het eerst geldig gepubliceerd in 1901 door Carl Börner. De soort werd aangetroffen onder houtbalken die op de grond lagen op de Frauenberg bij Marburg (Duitsland), samen met Pseudosinella alba en Pseudosinella octopunctata. Deze springstaartjes zijn ongeveer 1 mm lang en hebben geen ogen.